# ТММ (танк)
ТММ — советский лёгкий танк сопровождения пехоты. Создан на основе английского танка Vickers Mk E. Существовал в двух вариантах.

## История создания
Пока на заводе «Большевик» шло освоение конструкции лёгкого танка Vickers Mk E, получившего обозначение В-26 (индекс Т-26 танк получит чуть позже), группа инженеров ВАММ им. И. В. Сталина в 1931 г. разработала альтернативный проект «танка малой мощности», основываясь на той же конструкции «Виккерса». Вполне естественно, что при отсутствии равноценного аналога советским танкостроителям хотелось сделать свой вариант танка сопровождения пехоты, который, с одной стороны, был бы конструктивно проще Т-19, а с другой — использовал бы опыт британских танкостроителей. Проектные работы по танкам ТММ-1 и ТММ-2 были закончены в июне 1931 года, а опытные образцы машин — испытаны к началу 1932 года.

## Конструкция

### Броневой корпус и башни
Корпус и компоновка ТММ, по сравнению с британским прототипом были изменены в связи с установкой 6-цилиндрового двигателя «Hercules» вместо 4-цилиндрового английского «Armstrong-Siddeley».
В первом опытном образце (ТММ-1) место механика-водителя перенесли на левую сторону относительно Vickers Mk E. Справа от него вначале планировали установить 37-мм нарезную пушку «Гочкис», которую должен был обслуживать четвёртый член экипажа, но затем остановились на обычном курсовом пулемете ДТ. Толщину брони лобовой части корпуса и башни довели до 15-20 мм.
Во втором опытном образце (ТММ-2) также предполагалась установка курсового пулемёта, однако прототип его так и не получил. Танк ТММ-2 внешне отличался от ТММ-1 только немного изменённым корпусом, который лишился выдвинутой далеко вперёд рубки. После проведённых доработок высота танка уменьшилась c 2060 мм до 1990 мм, а длина — с 4610 мм до 4270 мм. Экипаж сократился до трёх человек.

### Вооружение
Вооружение составляли два 7,62-мм пулемёта ДТ-29, размещавшиеся в шаровых установках в лобовой части башен. Первый образец предполагали оснастить третьим пулемётом, который должен был стать курсовым. Наведение пулемётов осуществлялось при помощи диоптрических прицелов. ДТ-29 имел дальность эффективной стрельбы в 600—800 м и максимальную прицельную дальность в 1000 м. Питание пулемёта осуществлялось из дисковых магазинов ёмкостью в 63 патрона, темп стрельбы составлял 600, а боевая скорострельность — 100 выстрелов в минуту. Для стрельбы применялись патроны с тяжёлой, бронебойной, трассирующей, бронебойно-трассирующей и пристрелочной пулями. Как и на других советских танках, установка пулемётов была быстросъёмной для обеспечения использования их экипажем вне танка, для чего пулемёты комплектовались сошками.

### Двигатель и трансмиссия
Танк оснащался рядным 6-цилиндровым четырёхтактным двигателем жидкостного охлаждения Hercules JXD производства Hercules Engine Company. Двигатель имел рабочий объём 5242 см3 и развивал мощность в 95 л. с. при 2500 об/мин. Второй образец ТММ предполагалось оснастить улучшенной КПП и механизмом поворота без бортовых фрикционов.

### Ходовая часть
Ходовая часть применительно к одному борту состояла из восьми сдвоенных обрезиненных опорных катков диаметром 300 мм, четырёх сдвоенных обрезиненных поддерживающих катка диаметром 254 мм, направляющего и ведущего колеса переднего расположения. Подвеска опорных катков — сблокированная во взаимозаменяемых тележках по четыре, на листовых рессорах. Каждая тележка состояла из двух коромысел с двумя катками, одно из которых шарнирно соединялось с литым балансиром, в свою очередь шарнирно закреплённом на корпусе танка, а другое крепилось на двух параллельных четвертьэллиптических рессорах, жёстко соединённых с балансиром. Гусеницы — шириной 260 мм, с открытым металлическим шарниром.

## Оценка проекта
В январе 1932 года первые образцы советских танков ТММ-1 и ТММ-2 прошли первые испытания, которые показали, что машины не имеют каких-либо существенных преимуществ перед британским Виккерсом. Отмечался постоянный перегрев американских двигателей, по причине слишком высокой массы танка. Самым большим плюсом танков ТММ-1 и ТММ-2 была броневая защита, но как показали испытания, бронирование всё же не защищало от артиллерии. Ввиду этого, представители Мобилизационного Управления и УММ РККА в сентябре 1932 года официально отказались от проектов танков ТММ-1 и ТММ-2.